# Chińskie Tajpej na Mistrzostwach Świata w Lekkoatletyce 2017
Chińskie Tajpej na Mistrzostwach Świata w Lekkoatletyce 2017 – reprezentacja Chińskiego Tajpej podczas mistrzostw świata w Londynie liczyła 2 zawodników, którzy nie zdobyli żadnego medalu.

## Skład reprezentacji
Mężczyźni
| Zawodnik        | Konkurencja    | Kwalifikacje | Kwalifikacje | Finał | Finał   |
| Zawodnik        | Konkurencja    | Wynik        | Pozycja      | Wynik | Pozycja |
| --------------- | -------------- | ------------ | ------------ | ----- | ------- |
| Cheng Chao-tsun | rzut oszczepem | 77,87        | 22.          | NQ    | NQ      |

Kobiety
| Zawodniczka    | Konkurencja | Finał    | Finał   |
| Zawodniczka    | Konkurencja | Rezultat | Pozycja |
| -------------- | ----------- | -------- | ------- |
| Hsieh Chien-ho | maraton     | DNF      | DNF     |